# 王になろうとした男 (映画)
『王になろうとした男』（おうになろうとしたおとこ、原題：The Man Who Would Be King）は、1975年公開のアメリカ・イギリス映画。ラドヤード・キップリングの同名小説の映画化作品。ショーン・コネリーとマイケル・ケインが演じる、王になることを夢見た2人の英印軍退役軍人が、アフガニスタン辺境部の国カフィリスタンを冒険する物語である。

## あらすじ

### 再会
イギリス領インド帝国・ラホールにある北極星新聞の記者キップリングは、一人オフィスに残り記事を書いていた。そこに、乞食のような男が現れ、キップリングとの再会を喜ぶ。キップリングは彼が何者か分からなかったが、「君の前で契約を交わした」という言葉を聞き、その男が3年前に出会ったカーネハンだと気付く。キップリングは、契約を交わしたもう一人の男ドレイボットの行方を尋ねるが、カーネハンは彼が死んだことを告げ、2人で交わした「王になる」という夢の顛末を語り始める。

### 夢の始まり
3年前のラホール。退役軍人のカーネハンはラホール駅でキップリングの懐中時計を盗むが、時計にはフリーメイソンの紋章が刻まれていた。キップリングが自分と同じフリーメイソン会員だと気付いたカーネハンは、慌てて汽車に乗り込み彼に時計を返す。意気投合したカーネハンは途中の駅で下車し、キップリングに次の駅にいるドレイボットに伝言を頼む。キップリングはドレイボットに伝言を伝えるが、彼らが藩王を脅迫しようとしていることを知り、地区長官に密告する。長官は2人を逮捕するが、キップリングはフリーメイソン会員の2人を釈放するように要請し、2人は釈放される。キップリングはラホールのオフィスに戻り記事を書くが、そこに2人が現れる。彼らは「王になる」という夢を実現するためにアフガニスタン辺境部のカフィリスタンに向かおうとしており、キップリングを証人に「王になるまでは女と酒を断つ」という契約を交わす。20丁のマルティニ・ヘンリー銃を手に入れた2人はカフィリスタンに向けて出発し、キップリングは餞別としてフリーメイソンの紋章をドレイボットに渡す。

### 夢の成就
ドレイボットとカーネハンはアフガニスタンを横断し、大河を超えて雪山に入るが、カフィリスタンを目前にして行く手を巨大なクレバスに遮られてしまう。食料も焚き木も使い果たした2人は死を覚悟するが、雪崩によってクレバスが埋まり、2人はカフィリスタンに入国する。カフィリスタンに到達した2人は、女性を襲う仮面の部族に出くわし、マルティニ・ヘンリー銃で部族を追い払う。2人は捕虜を連れて襲われていた部族の城に向かうが、そこには英語を話す男ビリー・フィッシュがいた。彼はインド軍所属のグルカ兵で、数年前に地形調査隊の一員としてカフィリスタンを訪れていた。2人はビリーを仲間に引き込み、首長ウータを丸め込みイギリス式の軍事訓練を施し、ウータを利用してカフィリスタンを征服しようと企む。2人は部族を率いて仮面の部族に戦争を仕掛けて降伏に追い込む。その際、ドレイボットの胸に矢が命中するが、サム・ブラウン・ベルトに当たり命拾いする。それを見た部族たちは、ドレイボットが伝説で語られる、かつてカフィリスタンを征服した神シカンダー（アレクサンダー大王）の息子だと信じ出す。
カーネハンは伝説を利用してドレイボットを「神の息子」に仕立て上げ、戦わずに周辺部族を従属させるが、そこに聖都シカンダルグルの大司祭セリムの使者が現れ、シカンダルグルへの出頭を命令する。2人はシカンダルグルに出頭するが、そこでセリムは「本当の神か確かめる」としてドレイボットを剣で刺そうとする。その際、抵抗したドレイボットがフリーメイソンの紋章を所持しているのを見たセリムは、彼をシカンダーの息子として認める。不思議に思ったドレイボットとカーネハンに対し、セリムは祭壇に刻まれた紋章を見せる。そこにはフリーメイソンの紋章が刻まれており、フリーメイソンが数千年前にカフィリスタンに存在していたことを示唆していた。

### 夢の終わり
「シカンダー2世」としてカフィリスタン王に即位したドレイボットは人々から崇められ、将軍になったカーネハンと共にシカンダーが残した莫大な財宝を手に入れる。悲願を達成したことを喜ぶカーネハンは、「雪解けを待ち、財宝を手にインドに戻ろう」と提案するが、王座の魅力に憑りつかれたドレイボットはカフィリスタンに留まることを選択する。ドレイボットは戦争中に見かけた、シカンダーの妃と同じ名前を持つ美女ロクサネを王妃に迎えることを決める。これに対し、「神と人間の結婚」にセリムたち高僧は反発し、カーネハンとビリーも正体が露見することを恐れて反対するが、ドレイボットは聞き入れず強引に結婚を宣言する。結婚式の前日、カーネハンはドレイボットに別れを告げて出発しようとするが、ドレイボットに「せめて結婚式は見届けて欲しい」と懇願され、結婚式に参列することを決める。
翌日、カフィリスタン中の人々が集まり結婚式が執り行われた。しかし、「神に愛された女は灰になる」という言い伝えを信じたロクサネは、恐怖のあまりドレイボットの頬を噛んでしまう。不死身のはずのドレイボットから血が流れる姿を見たセリムは、彼が神を騙る偽物だと気付き、2人は怒り狂う群衆から逃げようとする。ドレイボットは銃兵に攻撃を命令するが、群衆の数に圧倒され全滅し、2人を逃がそうとしたビリーも殺されてしまう。2人は群衆に捕まり死刑を宣告され、ドレイボットは吊り橋を渡るように命令される。死を覚悟した2人は武器を捨て胸を張りまっすぐに前を見て賛美歌を歌い始める。
The Son of God goes forth to war,

a kingly crown to gain;

his blood red banner streams afar:

who follows in his train?

Who best can drink his cup of woe,

triumphant over pain,

who patient bears his cross below,

he follows in his train.

　

正義の主イェスに　従いゆき、　　　　　　

血に染む御旗に　続くは誰。　　　　　　　 　　

苦き杯も　まよわず受け、　　　　　　　  　　　

十字架を担いて　従う者。
ドレイボットは切り落とされた吊り橋と共に3,000メートル下の谷に落ちていく。カーネハンは磔にされるが、翌日になっても死ななかったため、奇跡を信じた群衆によって解放され、1年かけてラホールに辿り着く。

### 王になろうとした男
冒険の顛末を語り終えたカーネハンは、「ドレイボットは私を見捨てず、私も彼の頭を見捨てなかった」と告げ、キップリングにドレイボットの首を渡す。驚くキップリングに対し、カーネハンは「急用がある」と言い残してオフィスを後にする。ドレイボットの首は白骨化していたが、その頭上にはカフィリスタン王の証である王冠が輝いていた。

## キャスト
| 役名                     | 俳優                     | 日本語吹替                | 日本語吹替                     |
| 役名                     | 俳優                     | 機内上映版                | テレビ朝日版                   |
| ------------------------ | ------------------------ | ------------------------- | ------------------------------ |
| ダニエル・ドレイボット   | ショーン・コネリー       | 若山弦蔵                  | 上條恒彦                       |
| ピーチ・カーネハン       | マイケル・ケイン         | 大平透                    | 羽佐間道夫                     |
| ラドヤード・キップリング | クリストファー・プラマー | 寺島幹夫                  | 津嘉山正種                     |
| ビリー・フィッシュ       | サイード・ジャフリー     | 仲木隆司                  | 富山敬                         |
| ウータ首長               | ドギミ・ラルビ           |                           |                                |
| 地区長官                 | ジャック・メイ           | 宮内幸平                  |                                |
| カフ・セリム             | カルーム・ベン・ボウリ   |                           |                                |
| バフ                     | モハマド・シャムシ       | 村松康雄                  |                                |
| グラム                   | アルバート・モーゼス     | 野本礼三                  |                                |
| ムルバニー               | ポール・アントリム       |                           |                                |
| 役人                     | グラハム・エイカー       |                           |                                |
| ロクサネ                 | シャキーラ・ケイン       |                           |                                |
| 不明 その他              |                          |                           | 石森達幸 広瀬正志              |
| 日本語版スタッフ         |                          |                           |                                |
| 演出                     | 演出                     | 左近允洋                  | 左近允洋                       |
| 翻訳                     | 翻訳                     | 額田やえ子                | 額田やえ子                     |
| 効果                     | 効果                     | PAG                       | PAG                            |
| 調整                     | 調整                     | 栗林秀年                  | 高橋久義                       |
| 制作                     | 制作                     | グロービジョン            | グロービジョン                 |
| 解説                     | 解説                     |                           | 淀川長治                       |
| 初回放送                 | 初回放送                 | 1976年の 日本航空にて上映 | 1986年1月19日 『日曜洋画劇場』 |

## スタッフ
- 監督：ジョン・ヒューストン
- 脚本：ジョン・ヒューストン、グラディス・ヒル（英語版）
- 原作：ラドヤード・キップリング『王になろうとした男』
- 製作：ジョン・フォアマン（英語版）
- 撮影：オズワルド・モリス
- 編集：ラッセル・ロイド（英語版）
- 音楽：モーリス・ジャール

## 製作
ジョン・ヒューストンは1950年代から、クラーク・ゲーブルとハンフリー・ボガートを主演に本作の映画化を計画していた。しかし、映画化の権利を取得する前の1957年にボガートが死去し、ゲーブルも1960年に死去してしまう。その後、主演はバート・ランカスターとカーク・ダグラス、リチャード・バートンとピーター・オトゥールにそれぞれ変更された。1970年代に入ると、主演はロバート・レッドフォードとポール・ニューマンが検討されたが、ニューマンは「主演は英国人俳優が演じなければならない」とヒューストンに助言し、ショーン・コネリーとマイケル・ケインを推薦した。
ロクサネ役は、ロアルド・ダールとパトリシア・ニールの娘テッサ・ダールが予定されており、彼女はオファーを快諾して減量や歯の矯正を行い役作りを進めた。しかし、ヒューストンはよりアラブ的な女性を求め、「私たちはどこかでアラブの姫を探さなければいけない」とケインとの会食時に語っている。その会食には、ケインの妻シャキーラ・ケインが同席しており、彼女はガイアナ出身だったため、ヒューストンは彼女を説得してロクサネ役に起用した。撮影はパインウッド・スタジオとフランス・モロッコで行われた。

## 評価
『ニューヨーク・マガジン』のジョン・シモンは「ジョン・ヒューストンにとって、『アフリカの女王』を超える最高の作品」と絶賛した。タイム誌のジェイ・コックスは「ジョン・ヒューストンは20年以上映画化を望んでいましたが、待つだけの価値はありました」と批評している。ロジャー・イーバートは四つ星満点を与え、「『王になろうとした男』は、ひどくスリリングで楽しいエンターテインメントのため、時間を忘れてしまいます」と批評した。
『バラエティ』誌はケインの演技について、「それがジョン・ヒューストンの意図であろうとなかろうと、この冒険とアクションの映画はマイケル・ケインの低い演技力のために大雑把なコメディになっている」と批評している。

## ノミネート
第48回アカデミー賞では4つの賞にノミネートされた。
- アカデミー美術賞：アレクサンドル・トローネル、トニー・イングリス（英語版）、ピーター・ジェームズ（英語版）
- アカデミー脚色賞：ジョン・ヒューストン、グラディス・ヒル（英語版）
- アカデミー衣裳デザイン賞：イーディス・ヘッド
- アカデミー編集賞：ラッセル・ロイド（英語版）

この他にモーリス・ジャールがゴールデングローブ賞 作曲賞に、イーディス・ヘッドがBAFTA衣裳デザイン賞に、オズワルド・モリスが英国アカデミー賞 撮影賞にそれぞれノミネートされた。